# Даніель Полі
Даніель Полі (фр. Daniel Pauly; нар. 2 травня 1946, Париж) — морський біолог французького походження, добре відомий своєю роботою у вивченні наслідків глобального рибальства, у 2020 році став найбільш цитованим вченим у галузі рибальства у світі. Він є професором і керівником проєкту «Море навколо нас» в Інституті океанів і рибного господарства Університету Британської Колумбії. Він також обіймав посаду директора Центру рибальства УБК з листопада 2003 року до жовтня 2008 року.
У лютому 2023 року Полі разом з Уссіфом Рашидом Сумайлою отримав Премію Тайлера за екологічні досягнення. Нагороду називають «Нобелівською премією з охорони довкілля».

## Біографія
Полі народився у Парижі, Франція у сім'ї американця та француженки, однак батько невдовзі залишив їх. Він виріс у Ла-Шо-де-Фон, Швейцарія. Протягом перших 16 років Полі жив внутрішнім життям, оскільки він був змішаної раси у виключно білому місті, знаходячи розраду у книгах та створенні моделей. У 16 років він утік і закінчив середню школу у Вупперталі, Німеччина, після того, як рік працював з людьми з обмеженими можливостями у місцевій церковній установі. Його робота допомогла стати стипендіатом Кільського університету.
Саме у Кільському університеті Полі вирішив вивчати біологію рибальства. Він сказав, що хотів працювати у тропіках, бо відчував, що там краще «впишеться». Він також хотів присвятити своє життя прикладній роботі, де міг би допомагати людям.
Він здобув ступінь магістра у Кільському університеті під керівництвом Готхільфа Гемпеля на тему «Екологія та рибальство невеликої західноафриканської лагуни». Потім Полі два роки проводив тралові дослідження як учасник німецько-індонезійського проєкту, спрямованого на впровадження відносно нових снастей. Він писав про управління тропічним рибальством; пізніше зосередився на глобальних тенденціях у рибальстві й охороні природи.
Полі здобув ступінь доктора філософії знову під керівництвом Гемпеля у Кільському університеті у Німеччині. У роботі він встановив міцні зв'язки між площею поверхні зябер і ростом риб і водних (дихаючих зябрами) безхребетних. Його дисертація заклала основу для його теорії обмеження зябрового кисню.
Після здобуття ступеня доктора філософії Полі 15 років працював у Міжнародному центрі управління живими та водними ресурсами (ICLARM) у Манілі, Філіппіни. На початку своєї кар'єри в ICLARM Полі працював у тропіках і розробив нові методи оцінки популяції риб. Полі допоміг розробити, впровадити та вдосконалити методи зважаючи на частотність довжин замість віку риби для оцінки параметрів рибальської статистики, як-от ріст і смертність.
Пізніше він брав участь у розвитку двох великих проєктів: ELEFAN і FishBase. ELEFAN (Електронний аналіз частотності довжин) дозволив використовувати дані частотності довжин для оцінки росту та смертності риб. FishBase — це онлайн-енциклопедія інформації про риб і рибальство, яка містить відомості про понад 30 000 різних видів. Обидва проєкти привернули увагу по всьому світу та завдяки численним оновленням і доповненням досі займають важливе місце у рибальській біології.
Протягом 1990-х років робота Полі була зосереджена на наслідках надмірного вилову риби. Автор кількох книг і понад 500 наукових праць, Полі є плідним письменником і комунікатором. Він розробив концепцію зміщення базових ліній у 1995 році та написав основоположну статтю «Риболовля по харчовому ланцюгу» у 1998 році. За роботу, спрямовану на захист навколишнього середовища, він заслужив місце у «50 Scientific American» у 2003 році, того ж року «Нью-Йорк таймс» назвала його «іконоборцем». Полі отримав Міжнародну премію Космос у 2005 році, премію Volvo Environment Prize у 2006 році, премію Excellence in Ecology та премію «Герой океану» Теда Денсона у 2007 році, премію Рамона Маргалефа з екології та наук про довкілля у 2008 році та премію Ніренберга за науку у суспільних інтересах від Інституту океанографії Скріппса у 2012 році. У 2015 році Полі отримав нагороду Пітера Бенчлі за досягнення у науці. У 2016 році він був нагороджений у Парижі Великою медаллю Альбера Ієра у категорії «Наука». У 2017 році разом із Дірком Целлером у складі провідної команди Sea Around Us він отримав нагороду Ocean Award у категорії «Наука».
Також у 2017 році, зокрема у Національний день Франції, він отримав звання кавалера Почесного Легіону.
Полі — автор кількох книг, зокрема «Риби Дарвіна» (фр. Darwin's Fishes, Cambridge University Press), «Five Easy Pieces: How Fishing Impacts Marine Ecosystems» (Island Press) і «Gasping Fish and Panting Squids: Oxygen, Temperature and the Growth of Water-Breathing Animals».

## Погляди
Він часто висловлює думки про державну політику. Зокрема, він стверджує, що уряди повинні скасувати субсидії рибальським флотам і створити морські заповідники. Він є членом правління некомерційної організації «Oceana». У статті 2009 року, написаній для «The New Republic», Полі порівнює сучасне рибальство з глобальною фінансовою пірамідою.

## Публікації
Вибіркові публікації
- Pauly D (2019) Vanishing Fish: Shifting baselines and the future of global fisheries Greystone Books ISBN 978-1-77164-398-6
- Cheung W. and Pauly D (2017). Sound physiological knowledge and principles in modelling shrinking of fishes under climate change. Global Change Biology 24:e15–e26
- Pauly D and Zeller D (2016) Catch reconstructions reveal that global marine fisheries catches are higher than reported and declining. Nature Communications, 1-9.
- Pauly D (2010) 5 easy pieces: how fishing impacts marine ecosystems Island Press. ISBN 978-1-59726-719-9.
- Pauly D (2009) «Aquacalypse Now» The New Republic, September 28.
- Pauly D, Christensen V, Guénette S, Pitcher TJ, Sumaila UR, Walters CJ, Watson R, Zeller D (2002) «Towards sustainability in world fisheries» Nature, 418: 689—695.
- Pauly D (1998) «Why squids, though not fish, may be better understood by pretending they are». In: Payne, A.I.L., Lipinkski, M.R., Clarke, M.R. and Roeleveld, M.A.C. (eds.). Cephalopod biodiversity, Ecology and Evolution. South African Journal of Marine Science, 20: 47-58.
- Pauly D, Christensen V, Dalsgaard J, Froese R and Torres F (1998) «Fishing down marine food webs» [Архівовано 2008-02-21 у wayback.archive-it.org] Science, 279: 860—863.
- Pauly D (1998) «Beyond our original horizons: the tropicalization of Beverton and Holt». Reviews in Fish Biology and Fisheries, 8(3): 307—334.
- Pauly D (1995) «Anecdotes and the shifting baseline syndrome of fisheries». TREE 10(10): 430
- Pauly D and Christensen V (1995) «Primary production required to sustain global fisheries» Nature, 374(6519): 255—257.
- Pauly D (1981) «The relationships between gill surface area and growth performance in fish: a generalization of von Bertalanffy's theory of growth». Berichte der Deutschen Wissenchaftlichen Kommission für Meeresforschung, 28(4): 251—282.
- Pauly D (1981) «On the interrelationships between natural mortality, growth parameters and mean environmental temperature in 175 fish stocks». Journal du Conseil international pour l'Exploration de la Mert, 39(3): 175—192.
- Pauly D and David N (1981) «ELEFAN I, a BASIC, program for the objective extraction of growth parameters from length-frequency data». Reports on Marine Research, pp. 205–211.